# FSM Beskid

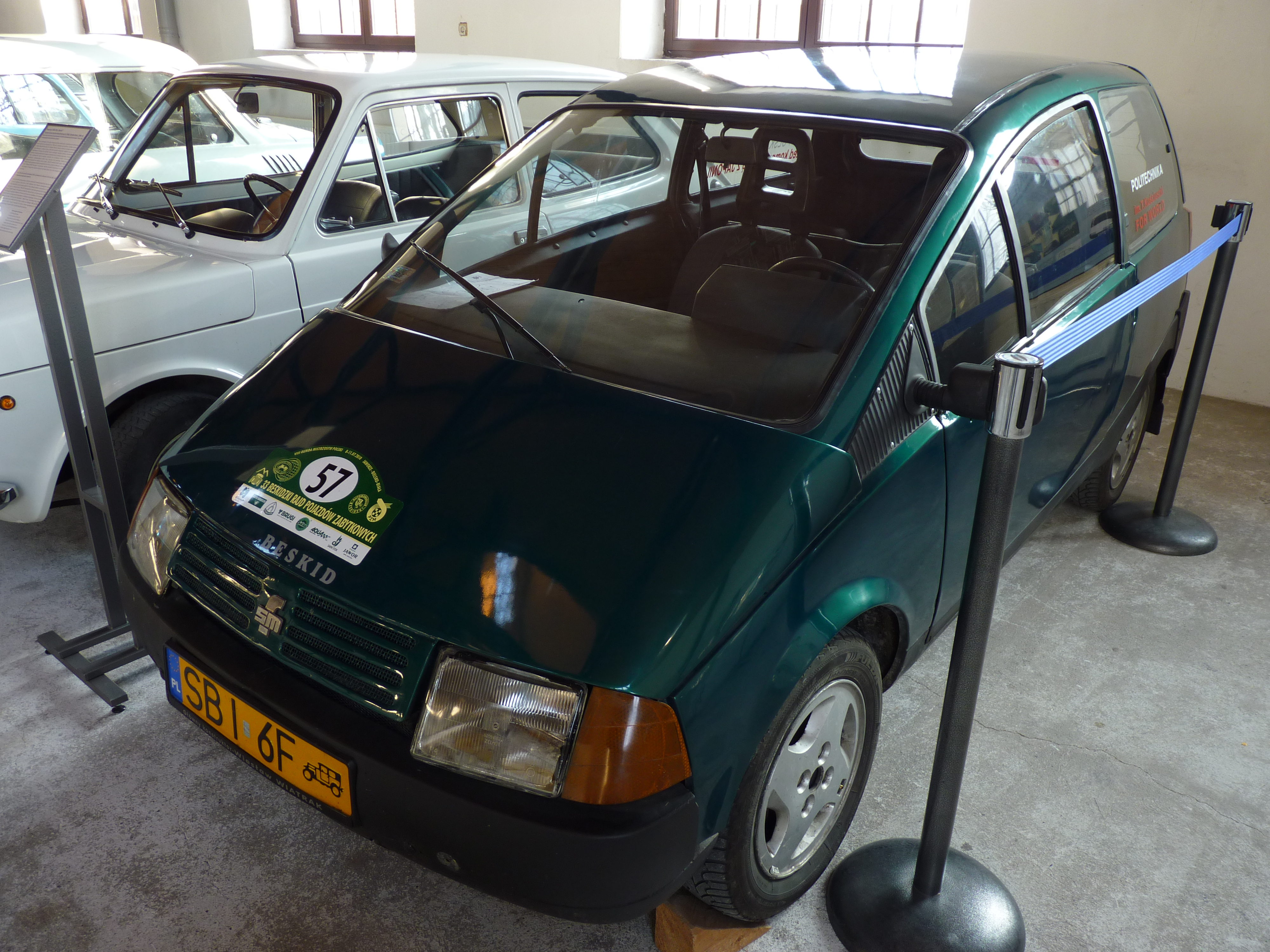
FSM Beskid 106 em exposição no Muzeum Inżynierii Miejskiej em Cracóvia.

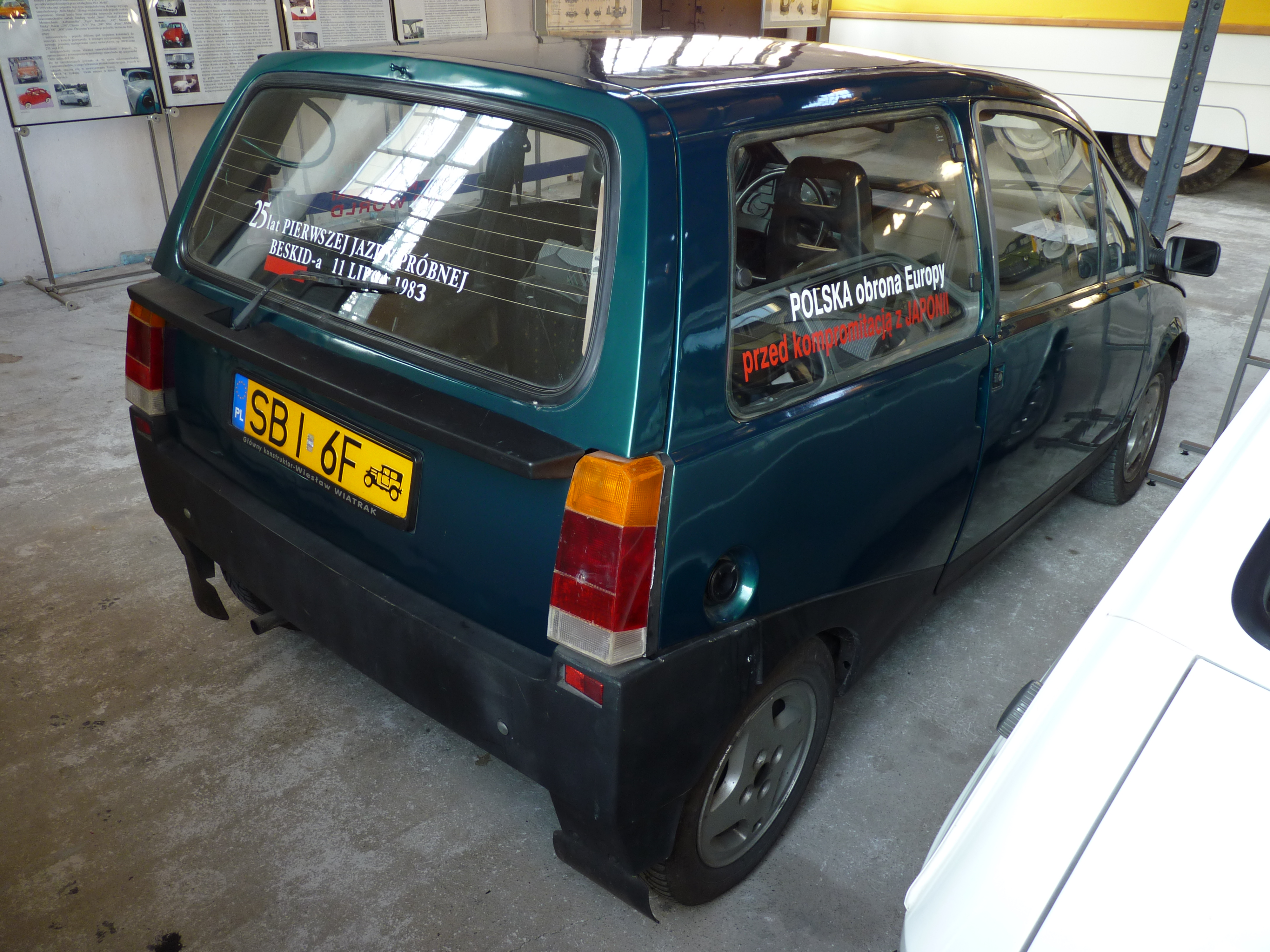
FSM Beskid 106 em exposição no Muzeum Inżynierii Miejskiej em Cracóvia.

O FSM Beskid foi uma série de protótipos de carros desenvolvido na Polónia pelo BOSMAL Automotive Research and Development Center entre 1982 e 1986.
O modelo foi desenvolvido como um carro popular, tendo sido adoptado um desenho do tipo hatchback.
O carro, apesar de nunca ter entrado em produção em massa por motivos políticos,[carece de fontes?] serviu de inspiração ao Renault Twingo, lançado mais de 10 anos depois.